# Túnel de Gibraltar

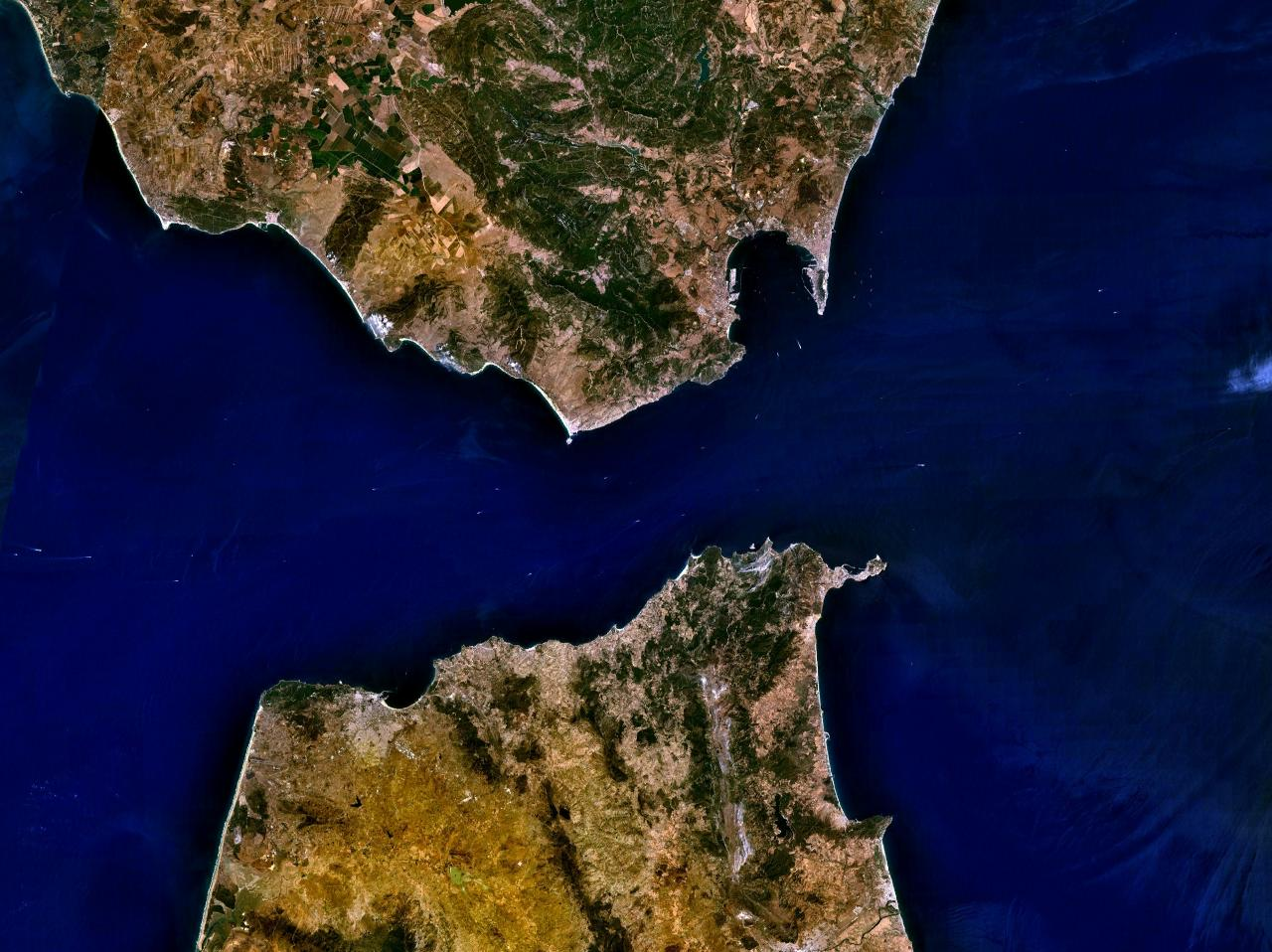
El estrecho de Gibraltar soporta tránsito intenso de mercancías y pasajeros.

El túnel de Gibraltar es un túnel en etapa de planificación cuyo propósito es unir España y Marruecos en la zona del estrecho de Gibraltar, conectando la parte occidental de África y Europa. El estudio del proyecto se inició en la década de 1980, descartando la opción de construir un puente en 1996 y planeando un enlace fijo subterráneo. Los gobiernos español y marroquí han trabajado conjuntamente para estudiar la viabilidad de un túnel bajo el estrecho; el español mediante la empresa gubernamental SECEGSA, que opera desde 1981.
La idea de un túnel para vehículos con motor de combustión interna (hidrocarburos) se desestimó por la incapacidad técnica, hoy por hoy, de poder ventilar y eliminar los gases de escape de los automóviles de un túnel de unos 14 km de largo. Y, finalmente, en 2003, se consolidó la idea de un túnel de carácter ferroviario.
El estrecho de Gibraltar tiene 14 km de ancho en su punto más estrecho y 284 m de profundidad en su punto menos profundo (paso submarino de Camarinal, a unos 12 km al oeste de Tarifa). El proyecto sería presumiblemente financiado por los gobiernos español y marroquí.

## Historia de las propuestas

### Primeras propuestas e inicio de las investigaciones
La idea de un puente que uniese Europa y África viene de largo tiempo, pero posiblemente la primera propuesta de la construcción de un túnel en el Estrecho de Gibraltar venga del ingeniero Laurent de Villedemil en 1869. Sin embargo, uno de los proyectos más sonados lo reseña la prensa estadounidense en The New York Times el 2 de diciembre de 1900. El autor de la misma, el ingeniero Jean Baptiste Berlier, con previa experiencia en trabajos similares bajo el río Sena y otros afines en el subterráneo de París, habría propuesto construir un túnel de unos 41 km de largo desde una bahía al oeste de Tarifa (Cádiz, España) hasta Tánger (Marruecos), dada la imposibilidad de realizarlo en el punto más estrecho del canal, que alcanzaría unos 600 m de profundidad. La idea de establecer una red de empalme argelina por las costas de Marruecos hasta Europa según los cálculos de Berlier ascendería en ese entonces a unos 225 millones y habría tomado unos siete años su finalización.
En 1925 la Asociación del Ferrocarril Transahariana empieza el estudio del túnel ferroviario del Estrecho. A pesar de la poca experiencia en construcción de túneles, aparecen ciertas ideas que luego se impondrían en túneles actuales. Desde 1925 hasta 1935 se realizaron numerosos estudios en la zona, incluyendo una prospección hasta 400 m de profundidad, lo que llevó a la comisión investigadora a aprobar el proyecto. Sin embargo, el proyecto fue cancelado en 1936 al estallar la guerra civil española.
En los años 1960 se volvió a abrir el debate de la construcción del puente, a la sombra del éxito de otras infraestructuras como el puente Carranza en Cádiz, que en aquella época ya suponía una proeza. La situación en España no permitió retomar el proyecto, pero cada año el tráfico mercantil y de pasajeros entre Marruecos y Algeciras se acrecentaba.

### Propuesta de puente
A mediados del siglo XX aparecieron proyectos para comunicar ambas riberas del estrecho consistentes en un macropuente de casi 14 km. Años más tarde, Eugene Tsui realizó un estudio de factibilidad de un puente submarino, si bien finalmente se descartó esta idea debido a la gran profundidad del estrecho, y a la escasa formación técnica y proyección de dicho arquitecto en este tipo de construcciones. 
Eugene Tsui incluyó 50 aerogeneradores eólicos y 80 turbinas sumergidas que conjuntamente producirían doce mil millones de kilovatios hora. La obra estaba planteada en dos partes, con una isla flotante en medio del estrecho. El puente conectaría Tarifa, en el sur de España, y punta Malabata, en el norte de Marruecos. El primer tramo, de 1,6 km, partiría suavemente desde la costa hasta sumergirse a una profundidad de entre 70 y 200 m (necesario para permitir el tráfico naval). A continuación, comenzaría a ascender hasta la isla flotante central para volver a sumergirse y después ascender gradualmente hasta alcanzar la otra costa. El puente contaría con 20 carriles para el tráfico rodado, más cuatro líneas ordinarias de tren y dos de alta velocidad. La isla flotante haría las veces de centro turístico, comercial y recreativo, además de albergar el centro de producción de energía. Los materiales a emplear serían aluminio anodizado, acero inoxidable y hormigón armado impermeabilizado y/o resistente a la corrosión electrolítica de las armaduras, que habría dejado “enano” a cualquier puente.
La idea de un puente flotante no era una opción aceptable ya sea por el número de buques que pasa por el corredor de Gibraltar, como por las fuertes corrientes marinas en el estrecho.

## Planificación
En diciembre de 2003, España y Marruecos acordaron estudiar la construcción de un túnel ferroviario submarino para conectar sus sistemas ferroviarios. El ancho de vía del túnel sería de 1435 mm, para que coincidiera con el proyecto de construcción y la conversión de una gran parte del actual sistema español (que posee tres calibres: ancho métrico, ancho internacional y ancho ibérico). Existen dos sociedades creadas, la Sociedad Española de Estudios para la Comunicación Fija a través del Estrecho de Gibraltar, S.A. (SECEGSA), fundada en 1981, y la homóloga marroquí Société Nationale d’Études du Détroit de Gibraltar (SNED). Se han realizado pozos de prospección, estudios en el mar e incluso se ha construido una galería de pruebas en Tarifa.
A finales de 2006 la compañía suiza Lombardi Engineering Ltd. estuvo en contacto con ambos gobiernos con la idea de construir este túnel ferroviario. Los estudios preliminares se terminaron en 2008. Según la compañía, las principales diferencias entre la construcción de este túnel y el túnel del Canal de la Mancha, que une Francia y Gran Bretaña, es la profundidad del mar y que las condiciones geológicas son diferentes en cada caso. El estrecho de Gibraltar es más susceptible a los terremotos que el canal de la Mancha. En febrero de 2023, tras la reunión bilateral de alto nivel entre España y Marruecos, los gobiernos marroquí y español acordaron relanzar el proyecto de túnel ferroviario submarino bajo el estrecho de Gibraltar.
Los fondos asignados a SECEGSA en 2023 ascendían a €2.3 millones.

## Aspectos técnicos

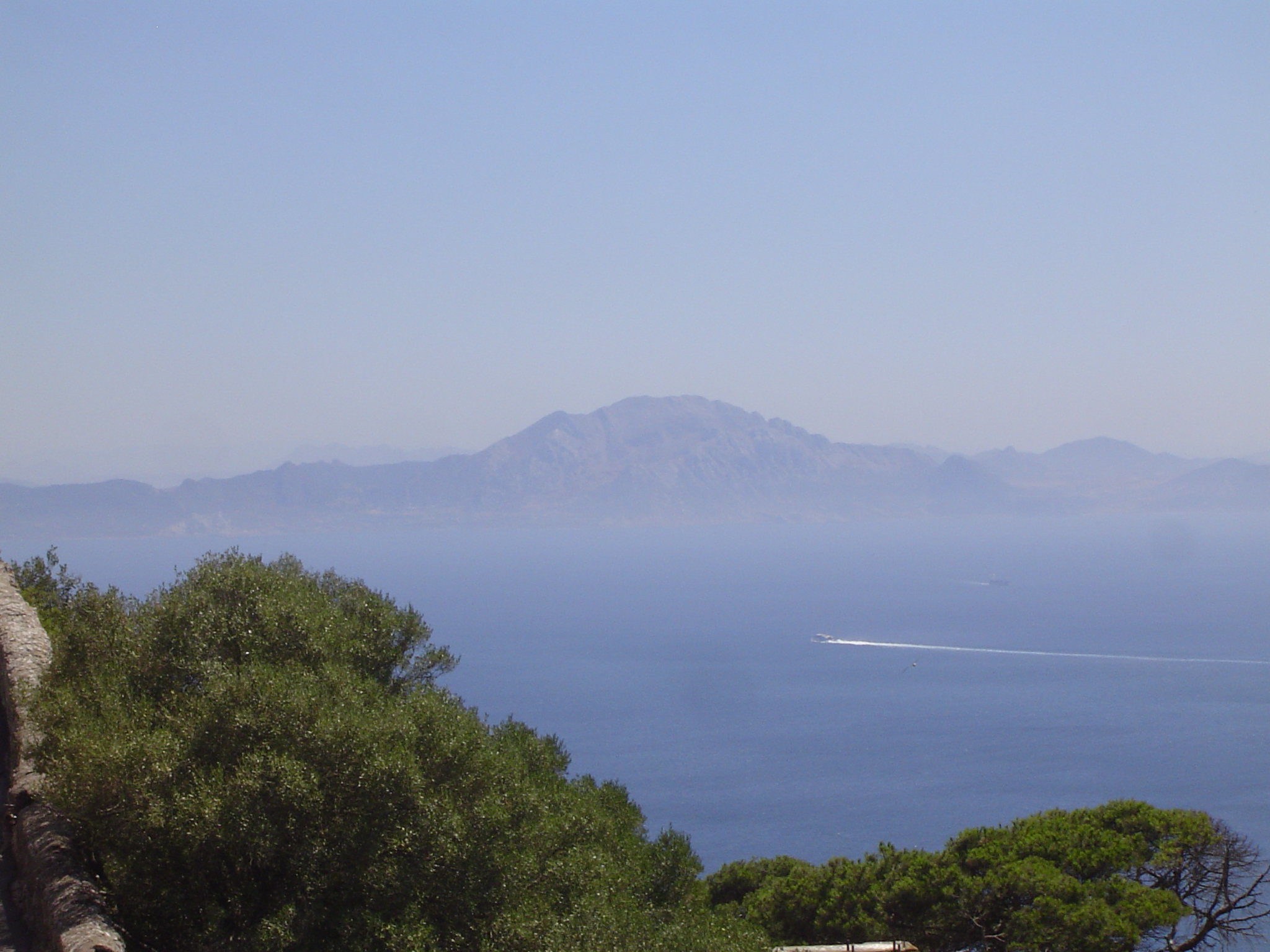
Panorama desde la cima del peñón de Gibraltar con las montañas del Rif visibles al fondo.

El doble túnel ferroviario tendría 40 km de largo y su construcción tardaría quince años. Estaría compuesto de dos túneles ferroviarios conectados por un túnel de servicio y estaría previsto que lo utilicen en su primer año de funcionamiento unos nueve millones de pasajeros. Ninguno de los dos gobiernos ha anunciado el posible coste de la obra, pero se prevé que supere con creces los 5000 millones de euros (lo que supondría el 0,5 % del PIB español en 2010).
El túnel uniría punta Malabata, cerca de Tánger, con punta Paloma, a 40 km al oeste de Gibraltar. Esta conexión estaría a 300 m de profundidad. El punto desde el que comenzaría el túnel no es el de la distancia más corta entre los continentes, donde el estrecho es mucho más profundo, sino el que permite unir ambas orillas en una zona menos profunda. Actualmente el túnel construido que alcanza una mayor profundidad en todo el mundo es el túnel de Eiksund, a 264 m bajo el nivel del mar.